# كونيهيكو أوباتا
كونيهيكو أوباتا (باليابانية: 小幡邦彦) هو مصارع رياضي ياباني، ولد في 17 أكتوبر 1980 في ياماغوتشي في اليابان.

## وصلات خارجية
- كونيهيكو أوباتا على موقع قاعدة بيانات المصارعة الدولية (الإنجليزية)
- كونيهيكو أوباتا على موقع اللجنة الأولمبية الدولية (الإنجليزية)
- كونيهيكو أوباتا على موقع أوليمبيديا (الإنجليزية)